# Ram (czołg)
Ram (z ang. „taran”) – kanadyjski czołg pościgowy z okresu II wojny światowej bazowany na amerykańskim czołgu średnim M3 Lee. Nazwa czołgu „RAM” pochodziła od nazwy miejscowości, gdzie urodził się dowódca kanadyjskich sił pancernych generał porucznik Worthington.

## Historia powstania
W momencie wybuchu II wojny światowej Wielka Brytania nie była w stanie zaopatrzyć w czołgi własnej produkcji innych państw Wspólnoty Brytyjskiej. Rząd kanadyjski zdecydował się więc na produkcję własnego czołgu. Do tego celu zmobilizowano zakłady Montreal Locomotive Works (które należały do amerykańskiej firmy American Locomotive Company). Otrzymały one nazwę Canadian Tank Arsenal. Aby maksymalnie skrócić czas projektowania nowego pojazdu postanowiono, że będzie on wzorowany na istniejącym już czołgu amerykańskim M3.
W odróżnieniu od pierwowzoru amerykańskiego, „Ram” zbudowany był w standardowej konfiguracji (główne działo czołgu umieszczone było w wieży, a nie w kadłubie). Wspólne z M3 miał m.in. podwozie, układ kierowniczy i silnik. Sugerowano aby czołg został uzbrojony w armatę 75 mm, ale ówczesne brytyjskie czołgi pościgowe były standardowo uzbrojone w armatę 2-funtową i „Ram” został wyposażony właśnie w to działo, choć przewidziano możliwość przezbrojenia go w przyszłości w armatę o większym kalibrze.
Pierwszy prototyp powstał w czerwcu 1941, a produkcja Ram I rozpoczęła się w listopadzie tego roku. Od lutego 1942 rozpoczęto produkować modele uzbrojone w armatę 6-funtową. Produkcja czołgu została zakończona w lipcu 1943, kiedy zdecydowano, że podstawowym czołgiem aliantów zachodnich zostanie M4 Sherman. Łącznie wyprodukowano 1948 pojazdów tego typu, włącznie z 84 opancerzonymi pojazdami kierowania ogniem artyleryjskim.

## Użycie bojowe

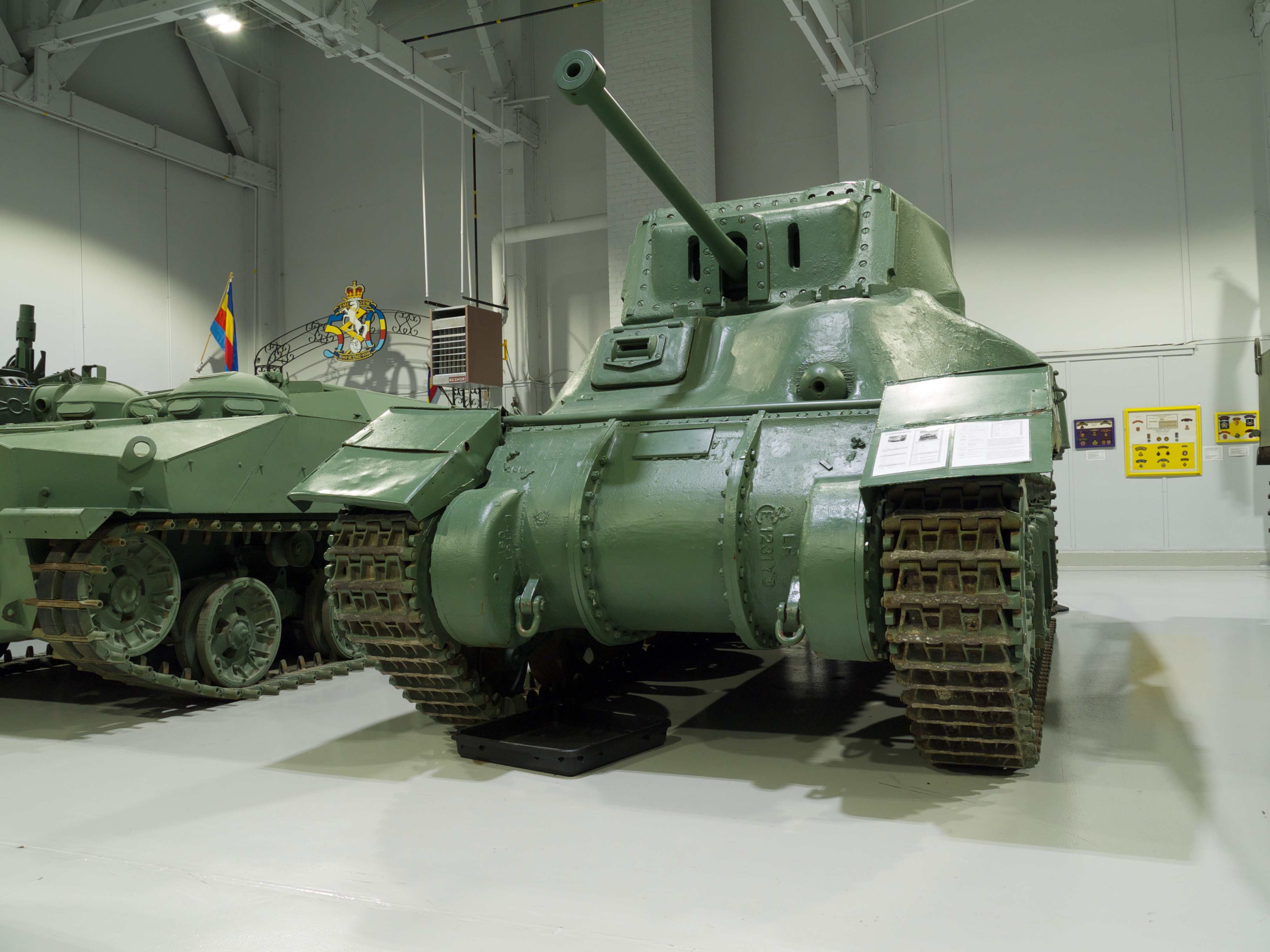
Ram II – późna wersja

„Ram” nigdy nie został użyty bojowo, ale służył do treningu załóg aż do połowy 1944 (od 1943 był stopniowo zastępowane przez M4 Sherman). Większość czołgów została przebudowana, często w warsztatach polowych, na transportery amunicyjne, ruchome punkty obserwacyjne lub transportery opancerzone Kangaroo.
Po zakończeniu wojny w 1945 Królewska Armia Holenderska otrzymała pozwolenie od rządu kanadyjskiego na przejęcie za darmo wszystkich „Ramów” znajdujących się w tymczasowych magazynach na terytorium Holandii. Z tych czołgów został sformowane dwa pierwsze bataliony pancerne w historii armii holenderskiej – 1. i 2. Batalion Czołgowy (1e en 2e Bataljon Vechtwagens), każdy z nich miał na stanie 53 czołgi. Jednego z holenderskich „Ramów” można oglądać w muzeum w Amersfoort. Inne egzemplarze tego czołgu znajdują się w muzeach Worthington Park, Canadian Forces Base Borden i Bovington Tank Museum.

## Warianty i modyfikacje

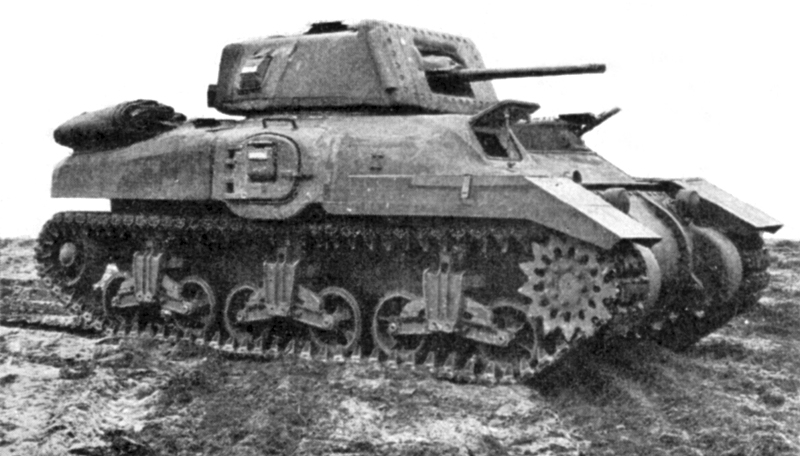
Ram Mk I

- Ram I – wersja uzbrojona w armatę 2-funtową kal. 40 mm oraz sprzężony z nią km Browning M1919A1 kal. 7,62 mm. Wyprodukowano 50 sztuk[1].
- Ram II

Wczesne wersje – uzbrojone w armatę 6-funtową Mk III
Późne wersje: uzbrojone w armatę 6-funtową Mk V, dodano karabin maszynowy Vickers
- Badger – czołg z miotaczem ognia. Pierwsze Badgery powstały jako modyfikacja „Kangurów” z miotaczem ognia Wasp II zamiast karabinu maszynowego, późniejsze modele powstały jako modyfikacja czołgu, gdzie miotacz ognia zastąpił w wieży armatę.
- Ram Kangaroo – transporter opancerzony dla 11 osób oraz dwóch osób załogi.
- Ram OP/Command – ruchomy punkt obserwacyjny bazujący na wariancie Ram II, współpracujący z działami samobieżnymi Sexton. W pojeździe zamontowano dwie dodatkowe radiostacje i usunięto uzbrojenie główne, na miejsce którego zamontowano fałszywą lufę. Łącznie zbudowano 84 pojazdy tego typu.
- Ram GPO – odmiana Ram OP/Command służąca w regimentach Sextonów.
- Sexton – działo samobieżne na podwoziu czołgu Ram uzbrojone w haubicę 25-funtową
- Wallaby – opancerzony transporter amunicyjny dla Sextonów.
- Ram ARV Mk I – „Armoured recovery vehicle”, prototypowy opancerzony pojazd inżynieryjny bazowany ma Ram Mk I z dodatkowym wyciągiem.
- Ram ARV Mk II – prototypowy opancerzony pojazd inżynieryjny bazowany na Ram II, ale bez wieży.
- Ram Gun Tower – opancerzony traktor artyleryjski służący do holowania 17-funtowego działa przeciwpancernego.
- Ram AA – doświadczalne przeciwlotnicze działo samobieżne na podwoziu czołgu Ram. Działo posiadało armatę przeciwlotniczą kalibru 94mm[1].